# 久喜市中央公民館
久喜市中央公民館（くきしちゅうおうこうみんかん）は、埼玉県久喜市にある公民館。久喜市公民館条例に基づき、久喜市が設立、運営している社会教育施設であり、久喜市内に8つある公民館の1つである。

## 概要
1991年（平成3年）に久喜市により設置された公民館であり、厚生年金・国民年金積立金還元融資施設となっている。また、当公民館は久喜市の指定避難所に指定されている。利用できる者は1.公共施設予約サービス利用者登録（団体登録）をしている者（個人登録の者は利用不可）、2.久喜市内に在住・在勤・在学している者が過半数を超える5人以上の満16歳以上の団体、3.営利目的の事業や特定の政党・宗教に対する援助・支援に関する利用でない団体となっており、上記1から3の条件を満たす必要がある。
1980年（昭和55年） に現在の久喜市役所本庁舎が現在地に移転する以前は、当地に旧南埼玉郡久喜町の時代より旧久喜町役場・旧久喜市役所が所在していた。これよりさかのぼること江戸時代には、同地に久喜藩の久喜陣屋が置かれていた。なお、当地の住居表示以前、1964年（昭和39年）当時の久喜町役場の所在地（旧地名）は大字久喜本字荒鎌1269番地である。中央公民館所在地周辺は埋蔵文化財である御陣山遺跡の分布地となっており、当公民館1階には出土品の石鏃、石棒、石剣、石斧、土製耳飾り、磨石・石皿、土偶、注口土器、蓋形土器、浅鉢形土器が展示されている。

## 施設情報
休館日は毎月第2木曜日および年末年始（12月28日から1月4日）となっており、利用時間は午前9時から午後10時であり、利用申請受付時間は午前8時30分から午後5時となっている。なお、一階受付にはＡＥＤが設置されている。この他、付帯設備としてコピー機（10円／1枚[単色]）	と印刷機（製版30円／枚、印刷0.5円／枚[単色]）が設けられているが、公民館を利用できる団体のみが使用することができ、営利目的の事業や政党、宗教に関する援助、支援に関する場合は利用することが出来ない。
屋外の植栽には楷の木、ソメイヨシノ、クスノキ、ケヤキ、サルスベリ、ハナミズキ、ツバキ、ツツジ、キンモクセイ、イチョウ、ベニカナメ、竹、笹などが定植されている。このうち階の木は1993年（平成5年）の春に定植されたもので、岡山県立農事試験場が1986年（昭和61年）の春に湯島聖堂の階の木の種子を発芽させたものである。植樹された経緯としては、この実生苗の話を知った元久喜市中央公民館長の金井忠夫氏が早川代官と岡山県との縁を伝えたところ、譲渡された苗である。上述の岡山県との縁に関しては1801年（享和元年）に早川八郎左衛門正紀が美作国大庭郡久世より武蔵国埼玉郡久喜へと赴任し、郷学の遷善館を設立、江戸より亀田鵬斎を迎え、久喜郷の教育に寄与したというものである。
| 階   | 概要 |
| ---- | --- |
| 4F   | 会議室1、会議室2、会議室3、会議室4、会議室5 |
| 3F   | 視聴覚室、和室1、和室2、研修室4、研修室5、研修室6 |
| 2F   | 創作室、幼児室、研修室2、研修室3 |
| 1F   | 受付、事務室、講師室、大集会室、研修室1、トイレ、倉庫、機械室、格納庫、消火栓ポンプ室、放送室、休憩コーナー、自動販売機2台、御陣山遺跡出土品展示ケース |
| 屋外 | エントランス、スロープ、駐車場27台（うち障がい者用2台）、駐輪場、掲示板、水道、旗の掲揚台、植栽、四阿、街灯、ライトアップ照明、銅像（『ふれあい』）    |

## 所在地
- 〒346-0003
- 埼玉県久喜市久喜中央4-7-7

## アクセス
- 久喜駅西口より朝日バス菖蒲仲橋行に乗車、「中央四丁目（乗車約1分）」下車すぐ。（運賃180円）
- 久喜駅西口の久喜市内循環バスのりばから「久喜本循環」に乗車、「中央公民館前（乗車約1分）」下車すぐ。または「久喜本循環」「東西連絡」「下早見循環」「除堀・所久喜循環」「六万部・北中曽根循環」に乗車、「愛生会病院前（乗車約2分）」下車、北方へ徒歩約2分。運賃はいずれも100円（1日乗車券は200円）。（市内循環バス　久喜市ホームページ）
- 久喜駅西口より徒歩約8分。（道程約500m）

## 周辺・関連項目
- 天王院
- 御陣山児童遊園（御陣山遺跡）
- 久喜市商工会
- 埼玉県道146号六万部久喜停車場線
- 愛生会内科・婦人科クリニック
- 久喜市立久喜小学校
- 久喜の提灯祭り・天王様